# 1832 en mathématiques
| Années des mathématiques : 1829 - 1830 - 1831 - 1832 - 1833 - 1834 - 1835    |
| Décennies des mathématiques : 1800 - 1810 - 1820 - 1830 - 1840 - 1850 - 1860 |

Cet article présente les faits marquants de l'année 1832 en mathématiques.

## Évènements

Un disque stroboscopique créé par le mathématicien et inventeur autrichien Simon Stampfer en 1833. Cette invention est parfois considérée comme étant le premier dispositif à produire l'illusion d'images en mouvement.

29 mai : Évariste Galois rédige la veille de sa mort lors d'un duel sa lettre-testament à son ami Auguste Chevalier, dans laquelle il rassemble ses principales idées dans le domaine des mathématiques.

## Prix
Prix de l'Académie des sciences de Paris :
- Grand prix de mathématiques : non décerné.

## Naissances
- 27 janvier : Lewis Carroll (mort en 1898), romancier, essayiste, photographe amateur et mathématicien anglais.
- 14 février : Charles Ruchonnet (mort en 1914), mathématicien suisse.
- 19 avril : José de Echegaray (mort en 1916), mathématicien espagnol.
- 7 mai : Carl Neumann (mort en 1925), mathématicien allemand.
- 14 mai : Rudolf Lipschitz (mort en 1903), mathématicien allemand.
- 19 mai : Edmond Bour (mort en 1866), mécanicien et mathématicien français.
- 4 août : François Jacques Dominique Massieu (mort en 1896), mathématicien et physicien français.
- 18 août : Eugène Rouché (mort en 1910), mathématicien français.
- 28 août : Nicolae Culianu (mort en 1915), mathématicien et astronome moldave, puis roumain.
- 12 décembre : Ludwig Sylow (mort en 1918), mathématicien norvégien.

## Décès
- 8 février : Gotthelf August Fischer (né en 1763), mathématicien allemand.
- 31 mai : Évariste Galois (né en 1811), mathématicien français.
- 25 juin : Franz Josef von Gerstner (né en 1756), mathématicien et physicien autrichien.
- 3 novembre : John Leslie (né en 1766), physicien et mathématicien écossais.
- 8 novembre : Marie-Jeanne de Lalande (née en 1768), mathématicienne et astronome française.